# Нападения на дипломатические миссии США (2012)
11 сентября 2012 года в ответ на трейлер фильма под названием «Невинность мусульман», выложенного на видеохостинге YouTube, и который многие мусульмане посчитали кощунственным, началась серия акций протеста. Первые выступления состоялись в Каире (Египет) и Бенгази (Ливия), и акции быстро распространились по всему мусульманскому миру. Предметом протеста стала критика ислама и пророка Мухаммеда в этом фильме.
В Каире группа взобралась на стену посольства США и сорвала американский флаг, заменив его на чёрный исламистский флаг. В Египте один человек погиб и более двухсот получили ранения.
В Бенгази из гранатометов и стрелкового оружия было обстреляно консульство, что вызвало пожар в здании, в результате которого погиб посол США в Ливии Кристофер Стивенс; также погибли сотрудник отдела по управлению информацией дипломатической службы Шон Смит, частный американский охранник Глен Доэрти, бывший спецназовец ВМС США Тайрон Вудс и десять ливийских полицейских, двое других были ранены. В последующих докладах, чиновники заявили, что нападение на консульство в Бенгази оказалось «сложным» и профессионально выполненным. Американские чиновники заявили на условиях анонимности, что они считают: нападение было согласовано и спланировано заранее, а не было вызвано фильмом.
13 сентября, протесты распространились на посольство США в Сане: в результате погибли 4 участников протестов и получили ранения 35 демонстрантов и членов сил безопасности.
14 сентября, американское консульство в Ченнаи было атаковано: ранения получили 25 человек.
Протестующие в Тунисе взобрались на стены посольства США и подожгли деревья на его территории. По данным правительственных источников, по меньшей мере, 4 человека были убиты и 46 человек получили ранения во время акций протеста в Тунисе 15 сентября.
Дальнейшие протесты были проведены у американских дипломатических миссий и в других местах в первые дни после первого нападения. Взаимосвязанные протесты привели к многочисленным смертям и ранениям людей по всему Ближнему Востоку и Африке.

## Общий фон

### Подоплёка нападения в Бенгази
Аль-Каида организовала серию террористических нападений на Соединенные Штаты за последние два десятилетия, в том числе в 1998 году: взрывы у посольств Соединенных Штатов в Найроби и Дар-эс-Саламе, а также теракты 11 сентября 2001 года. Дипломаты, работающие на потенциально враждебной территории, подвергаются различным опасностям, которые сложно и дорого решить должным образом.
Бригады Заключенных Омар Абдула Рахмана является про Аль-Каидовской группой, которая взяла на себя ответственность за нападение на офис Международного Красного Креста в Бенгази в мае 2012 года, и за детонирование взрывных устройств за пределами консульства США в июне 2012 года. Нападение на консульство было описано в листовках, оставленных на месте, как месть за смерть «№ 2 аль-Каиды в Ливии» Абу Яхья аль-Либи в результате атаки американским беспилотником. 11 сентября лидер Аль-Каиды Айман аль-Завахири призвал к мести за смерть старшего ливийского лидера[кого?], незадолго до смертоносной атаки в Ливии.

### Подоплёка протестов
Трейлер фильма «Невинность мусульман», описанный агентством Reuters, как ролик, в котором Мухаммед изображен «как дурак, бабник и религиозный обманщик» и запечатлен, занимающимся сексом, был показан на YouTube. Фильм был промоутирован американским пастором Терри Джонсом, который ещё ранее разозлил мусульман своими планами о публичном сожжении Корана. Показ трансляции сайтом агентства Reuters отрывков из трейлера к фильму «Невинность мусульман» на египетской телевизионной сети al-Nas в субботу 8 сентября, организованный шейхом Халидом Абдалла, явилось «вспышкой для волнений». До революции в 2011 году, египетские власти периодически приостанавливали вещание аль-Nas из-за поощрения последней «религиозной или сектантской ненависти».
11 сентября, за несколько часов до нападений, в ответ на продвижение фильма, и в ожидании протестов, посольство США в Каире сделало следующее заявление: «Посольство США в Каире осуждает продолжающиеся усилия дезориентированных людей причинять боль религиозным чувствам мусульман — мы осуждаем усилия по оскорблению верующих всех религий. Сегодня 11-я годовщина терактов 11 сентября 2001 года (террористических нападений на США), американцы отдают честь нашим патриотам и тех, кто служит нашей нации, как достойный отпор врагам демократии. Уважение религиозных верований является краеугольным камнем американской демократии. Мы решительно отвергаем действия тех, кто злоупотребляет всеобщим правом на свободу слова с целью задеть религиозные верования других людей».
По состоянию на 13 сентября 2012 года, заявление больше не было онлайн[прояснить].

## Нападения

### Египет
В Египте протест был организован Уэсамом Абдель-Варетхом — лидером салафитов и президентом египетского телевизионного канала Хекма, который призвал к сбору 11 сентября в 5 часов вечера перед посольством США в знак протеста против фильма, который он, подумав, назвал «Испытание Мухаммеда». Почти 3000 демонстрантов из числа салафитов и ультра- ответили на его призыв. С десятка мужчин взобрались на стены посольства, после чего один из них сорвал флаг Соединенных Штатов Америки и заменил его чёрным исламистским флагом с надписью из шахады: «Нет божества, кроме Аллаха и Мухаммед — посланник Аллаха». По словам Шерин Тадрос из Аль-Джазира, протестующие требовали, чтобы фильм был изъят «из обращения», и что некоторые из протестующих, многие из которых были салафитами, будут оставаться на месте до тех пор, пока этого не произойдет. Тысячи египетских полицейских, находящихся у посольства, в конце концов убедили демонстрантов покинуть территорию посольства без применения силы. После этого, всего лишь несколько сотен протестующих остались за пределами комплекса.
14 сентября в городе Шейх Зувайед на Синайском полуострове протестующие штурмовали комплекс многонациональных сил и наблюдателей, предназначенный для мониторинга мирного договора между Египтом и Израилем. Миротворческие силы открыли огонь по нападавшим. Два члена миротворческих сил получили ранения.

### Ливия

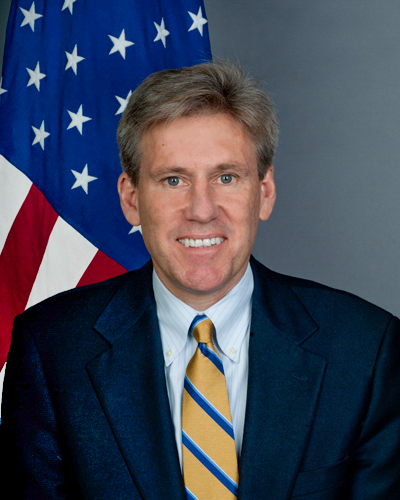
Посол США в Ливии Кристофер Стивенс, который был убит при нападении на здание посольства США в Бенгази вместе с тремя другими американскими гражданами

Неясно, следует ли нападение в Бенгази рассматривать как часть более широкого протестного движения. В отличие от других акций протеста, американские чиновники сказали, что нападение в Бенгази оказалось «сложным» и профессионально выполненным. Американские чиновники, выступившие на условиях анонимности, утверждали, что нападение в Бенгази было запланировано заранее, а не было вызвано фильмом.
По данным Государственного департамента США, 11 сентября в 22:00 вечера по центрально-африканскому времени консульство США в Бенгази было атаковано боевиками, которые за несколько минут проникли в комплекс. Главное здание, в котором находились посол Стивенс, сотрудник дипломатической службы Шон Смит и сотрудник службы безопасности, охватил огонь после попадания из гранатомета. Они разделились, и сотрудник службы безопасности стал единственным выжившим человеком. Спустя 45 минут после атаки, сотрудник службы безопасности попытался вернуться в главное здание, но его попытка не увенчалась успехом, и он отступил к пристройке.
С помощью ливийских сил американским службам безопасности удалось эвакуировать выживших американцев на территорию находившегося в миле от консульства филиала ЦРУ, представлявшего собой тайную укрепленную базу. В полночь (12 сентября) филиал был атакован и ещё два американца были убиты. В 2:00 ночи по центрально-африканскому времени силы безопасности Ливии и США «восстановили контроль над ситуацией». Тем не менее, они не смогли найти тело посла Стивенса, который уже был доставлен в местную больницу. В больнице Стивенсу была в течение 90 минут доктором Зиядом Бузаидом проведена сердечно-лёгочная реанимация. По словам доктора Бузаида, Стивенс умер от удушья, вызванного вдыханием дыма, хотя по поводу обстоятельств смерти посла по-прежнему ведется расследование. События этой ночи легли в основу книги Митчелла Зукоффа «13 часов: тайные солдаты Бенгази» и одноимённого фильма Майкла Бэя.
Тела были доставлены в международный аэропорт Бенина, обслуживающий Бенгази, из которого вылетели в Триполи, откуда направились на авиабазу США в Германии. Абдель-Монем аль-Хурр, пресс-секретарь верховного комитета безопасности Ливии, сказал: «Один американский сотрудник умер, много получили ранения в ходе столкновений. Происходят ожесточенные столкновения между ливийской армией и вооруженными боевиками за пределами консульства США», добавив, что дороги, ведущие к комплексу, были заблокированы и ливийские силы государственной безопасности окружили здание.
Ванис аль-Шареф, заместитель министра внутренних дел Ливии, заявил 13 сентября, что нападения на консульство было, вероятно, приурочено к 11-й годовщине терактов 11 сентября, и боевики использовали протесты против антиисламского фильма как прикрытие для их нападения. Он описал нападение как атаку, состоящую из двух фаз: нападение на консульство и на тайное убежище.
Двое из четырёх американцев, погибших во время штурма, были идентифицированы как бывшие спецназовцы ВМС США.
В пятницу, 14 сентября, ливийские власти временно закрыли воздушное пространство над Бенгази после того, как исламисты использовали зенитные орудия для атаки на предполагаемый американский разведывательный беспилотник. По словам ливийского заместителя министра внутренних дел Ваниса аль-Шарефа, США использовали два беспилотника над Бенгази, не поставив в известность об этом ливийские власти.

### Йемен
В Йемене протесты начались 13 сентября, после того, как Абдул Маджид аль-Зиндани, клирик и бывший наставник Усамы бен Ладена, призвал последователей последовать примеру нападений в Египте и Ливии.
Через несколько часов, протестующие штурмовали площадки перед посольством США в Сане. Полиция была вынуждена стрелять в воздух в надежде сдержать толпу, но эти действия не смогли помешать протестующим проникнуть на территорию комплекса и поджечь машины. Охранники в Сане применили слезоточивый газ и водометы чтобы оттеснить толпу. По крайней мере, 4 участников протестов были убиты и 35 ранены, большинство из которых являлись членами сил безопасности.
США ответили на нападение отправкой подразделения морских пехотинцев в Йемен.

### Ливан
Насилие распространилось на Ливан в пятницу, 14 сентября. В Бейруте протестующие атаковали и подожгли американские закусочные в торговом центре, включая «KFC», «Харди» и «Хрустящий крем». Один человек погиб в огне.

### Судан
В ожидании протестов власти Судана разместили «много-много спецназовцев» у посольства США. Тем не менее, 14 сентября, участники протестов сломали внешнюю стену комплекса и вступили в столкновения с охраной, три человека были убиты.
Кроме того, после пятничной молитвы 14 сентября, протестующие напали на британское и немецкое посольства в Хартуме. Нападавшие сорвали флаг с немецкого посольства. Демонстранты подняли чёрный исламистский флаг на немецком посольстве, написав на нём белыми буквами: «Нет Бога, кроме Аллаха, и Мухаммед пророк его». Проповедники призвали к высылке британских и немецких дипломатов. Сообщается, что нападения были также спровоцированы заявлением в четверг МИДа Судана, которое связало анти-исламский фильм «Невинность мусульман» американского производства с правыми демонстрациями против ислама в Германии.

### Тунис
В столице Туниса, 14 сентября, протестующие вошли на территорию посольства США после преодоления стены здания, и подожгли множество деревьев на территории комплекса. Протестующие также напали на американскую совместную школу Туниса и подожгли её.

### Афганистан
Афганское движение «Талибан» взяло на себя ответственность за нападение на Кэмп-Бастион в южной провинции Гильменд, в результате которой американские чиновники заявили, были убиты 2 американских морских пехотинца, добавив, что атака была ответом на фильм, который оскорбляет пророка Мухаммеда. Кэмп Бастион, в южной провинции Гильменд, попал под обстрел минометов, реактивных гранат и стрелкового оружия поздно вечером в пятницу, 14 сентября. Целью нападения был принц Великобритании — Гарри.

### Индия
14 сентября на консульство США в Ченнаи было совершено нападение, участники которого бросали камни и обувь в здание консульства. Полиция разогнала толпу, в результате чего незначительные травмы получили до 25 участников протестов.

## Протесты

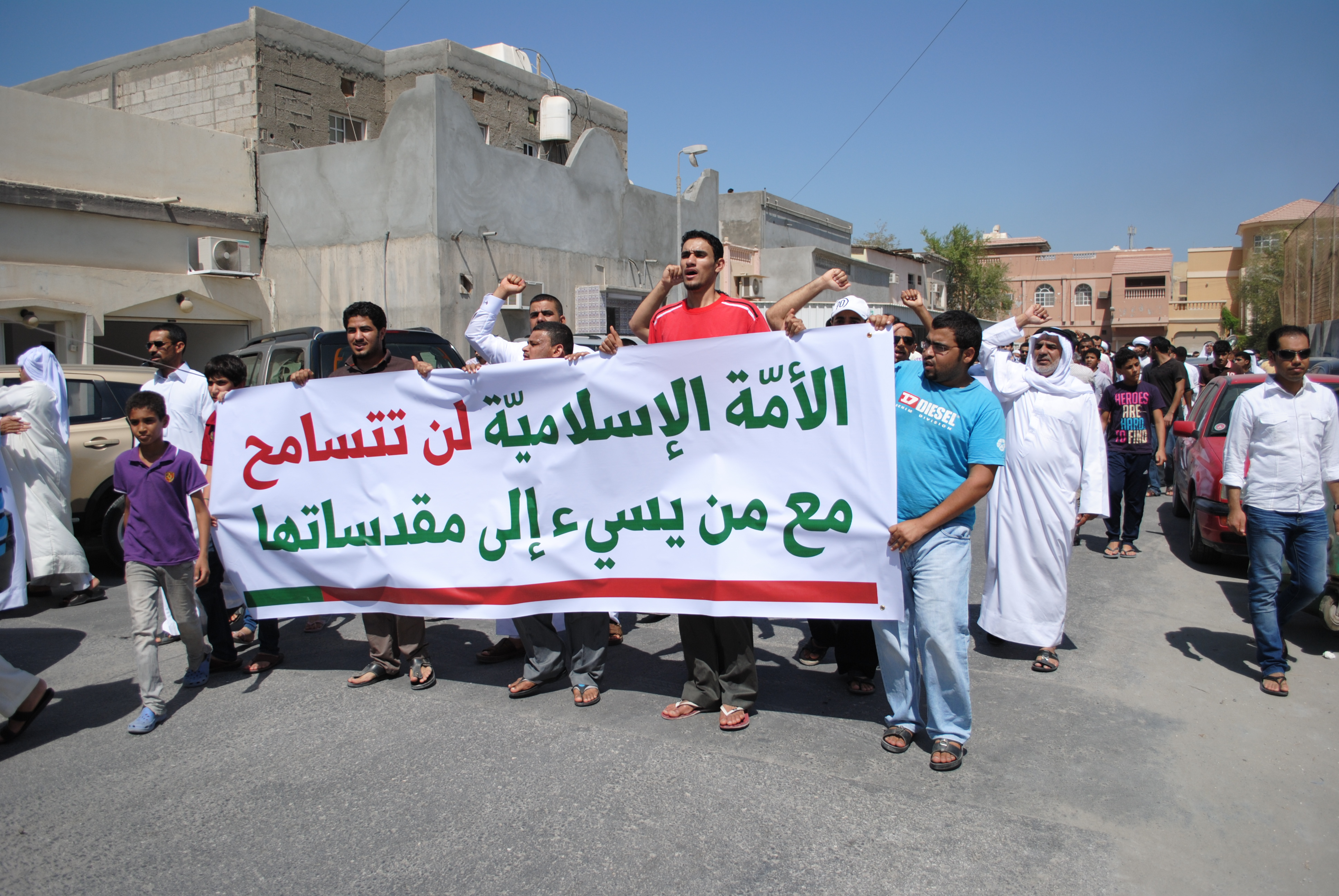
Протестующие в Бахрейне осуждают фильм

В дополнение к нападениям на дипломатические объекты и погромам ресторанов, вызванных данным фильмом, были и массовые протесты против этого фильма.
 Афганистан — Демонстрация из примерно 1000 человек была проведена против фильма в Джелалабаде. Протестующие сожгли чучело президента США Барака Обамы..
 Австралия — 15 сентября 2012 года, до 500 человек собрались в знак протеста против фильма за пределами генерального консульства США в Сиднее. Демонстранты несли плакаты с надписью «отрубить головы всем тем, кто оскорбляет пророка» и скандировали про-исламские и про-Усама бен Ладеновские лозунги. Полиция попыталась выстроиться в цепь перед протестующими, однако, цепочка была прорвана. Полиция была вынуждена применить слезоточивый газ и выпустить полицейских собак на фоне ожесточенных столкновений с демонстрантами. Шесть сотрудников полиции, несколько демонстрантов и гражданских лиц были ранены, две полицейских машины также были повреждены в этой акции протеста.
 Бахрейн — Демонстрация протеста из 2000 человек прошла в Диразе — координационном центре шиитской оппозиции по отношению к суннитской монархии.
 Бангладеш — 1000 членов группы «Хелафат Андолон» промаршировав, попытались пойти на посольство США в Дакке, однако, они были остановлены полицией при приближении к посольству..
 Великобритания — В Великобритании демонстрация из 200 человек собрались у здания посольства США в Лондоне, сжигая флаги США и Израиля. Во главе протестов стоял Анджем Чудари.
 Израиль — Около 50 членов Исламского движения в Израиле протестовали перед посольством США в Тель-Авиве, утверждая, что правительство США спонсирует «маленьких людей», причиняющих боль исламу и мусульманам. В Акко арабы, участвующие в акциях протеста, заявили, что «только исламское правление во всем мире будет мирным. Евреи и христиане смогут жить без страха под крылом ислама», однако, в то время как некоторые другие участники протестов скандировали поддержку в адрес Усамы бен Ладена.
 Индия — демонстрации прошли в Шринагаре, так как местные имамы осудили фильм, сказав: «Это наше право протестовать против этого отвратительного действия, направленного на причинение боли чувствам мусульман. Тем не менее, мы не должны заниматься вандализмом, как мы будем причинять вред нашему собственному имуществу? Мы должны оставаться мирными»..
 Индонезия — Анти-американская и анти-сионистская демонстрации численностью около 200 протестующих прошли по внешнему периметру посольства в Джакарте.
 Иордания — В Аммане 200 салафитов промаршировали по направлению к американскому посольству, в то время как 1400 сторонников Братьев-мусульман по центру города.
 Иран — В Иране протесты прошли за пределами швейцарского посольства в Тегеране, которое представляет интересы США в Исламской Республике.. Иранская полиция помешала протестующим добраться до ворот посольства..
 Ирак — Сотни людей протестовали против фильма в Садр-Сити и Басре. Толпа поменьше протестовала в Эн-Наджафе. Протестующие сожгли американские флаги, скандировали «Смерть Америке» и призвали иракское правительство изгнать американских дипломатов. Протесты были организованы шиитским лидером Муктадой ас-Садром и, по крайней мере, в Басре, в протестах приняли участие как суннитские, так и шиитские священнослужители. В шиитском южном регионе Хилла были сожжены американские и израильские флаги. В Самарре священнослужители потребовали бойкота американских товаров.
 Кувейт — В Кувейте антиамериканская демонстрация численностью около 200 протестующих прошла у здания посольства США.
 Малайзия — В Малайзии протесты прошли у посольства США в Куала-Лумпуре, а также у Пещеры Бату.
 Мальдивы — Сотни мужчин и женщин прошли перед зданием ООН в качестве выражения протеста анти-исламскому фильму «Невинность мусульман».
 Марокко — В Марокко от 300 до 400 протестующих собрались у консульства США в Касабланка 12 сентября на фоне усиленного присутствия марокканской полиции. Акция протеста был ненасильственной и организована с помощью социальных сетей. Около 200 радикальных исламистов собрались в одном из городов-побратимов столицы Марокко — Рабат, крича антиамериканские лозунги и сжигая американские флаги.
 Нигерия — В Нигерии высшее мусульманское духовенство осудило фильм, но высказалось против демонстрации: «Такие действия организованы врагами мира, чтобы вызвать хаос. Этот хаос должен быть осужден религиозными лидерами по всему миру.» Тем не менее силы безопасности по всей стране находились в состоянии боеготовности.
 Нидерланды — Американское консульство в Амстердаме 14 сентября было закрыто раньше, чем обычно в преддверии акции протеста. Мирная демонстрация из примерно 30 человек состоялась на площади Дам в центре Амстердама.
 Пакистан — Протесты, организованные Джамаат-и-Ислами прошли у посольств США в Исламабаде и в Пешаваре, Карачи, в то же время демонстрации, организованные Техрик-и-Хурмат-э-Расул прошли в Лахоре, а, организованные Джамиат Талба Арабиа, в Мултане. В воскресенье 16 сентября 2012 года несколько групп призвали к новой акции протеста. 1 человек погиб, когда неизвестные люди открыли огонь во время акции протеста в южном пакистанском городе Хайдарабад. В Карачи около 1000 участников акции протеста, двигающихся в сторону американского консульства, начали бросать камни, полиция была вынуждена применить слезоточивый газ и открыть предупредительную стрельбу в воздух. Тем не менее, двое полицейских и трое протестующих были ранены. Около 4000 человек провели демонстрацию в восточном городе Лахор и примерно такое же число людей приняло участие в акции протеста на севере Пакистана в Кирри Шамозаи.
 Государство Палестина — Протесты прошли в Секторе Газа перед зданием палестинского Законодательного совета в городе Газа. Десятки палестинцев протестовали, а некоторые сжигали американские и израильские флаги, скандируя «Смерть Америке! Смерть Израилю!». Международные учреждения в качестве меры предосторожности закрыли на весь день свои офисы в секторе Газа. На следующий день 30000 палестинцев по всему сектору Газа протестовали против фильма. В городе Газа 25000 человек вышли на улицы, жгли американские и израильские флаги, а также было сожжено чучело продюсера фильма. Несколько сотен человек протестовали в Наблусе на севере Западного берега и сожгли американский флаг.
 Саудовская Аравия — В Саудовской Аравии акция протеста прошла за пределами Макдональдс в Бурайда.
 Сирия — В Сирии демонстрация из 200 человек прошла к пустому посольству США в Дамаске.
 Сомали — В Сомали около тысячи человек протестовали против фильма в Могадишо.
 Судан — Несколько сотен протестующих из группы под названием «Молодежь Судана» собрались у посольства США в Хартуме 12 сентября. Посольство встретилось с тремя представителями протестующих, которые предоставили письменные требования: принести извинения и удалить видео с YouTube.
 Турция — В Турции сотни людей собрались на площади Беязыт в Стамбуле в демонстрации против фильма, собранной исламистской турецкой партией «Саадат».
 Франция — В субботу днем 15 сентября 2012 года до 250 протестующих собрались у посольства США в Париже в ответ на призыв собраться в знак протеста против антиисламского фильма, размещенный в Facebook. Более 100 человек были арестованы.
 Шри-Ланка — На востоке Шри-Ланки прошли протесты против фильма.

## Реакция
Различные страны опубликовали заявления в ответ на нападения на дипломатические представительства и сам фильм.

### Организация Объединённых Наций
Совет Безопасности ООН осудил убийство американских дипломатов. «Нет оправдания такому насилию, которое произошло в Бенгази, мы осуждаем это преступление и выражаем соболезнования родственникам погибших», — заявил заместитель генерального секретаря всемирной организации Джефри Фелтман, выступая на заседании СБ ООН по ситуации в Ливии. Генсек ООН Пан Ги Мун осудил нападение на консульство США в Бенгази: «ООН отвергает все формы оскорблений религий. В то же время ничто не оправдывает жестокое насилие, совершенное в Бенгази вчера». Он также приветствовал заверения ливийских властей в том, что они накажут виновных..

### Египет
Премьер-министр Египта Хишам Кандиль осудил насилие, сказав: «Я сожалею о том, что произошло в американском посольстве в Каире, этому нет оправдания. Мы просим американское правительство занять твердую позицию по отношению к производителям этого фильма в рамках международных хартий, вплоть, до уголовной ответственности». Президент Египта Мохамед Морси выступил с заявлением через 24 часа после событий, сказав: «Президент выражает сожаление по поводу самых порочных попыток оскорбить Мухаммеда и осуждает тех людей, которые сделали этот экстремистский фильм» и попросил от президента США действий, направленных против фильма.

### Ливия
Ливийские власти назвали нападение на консульство «трусливой выходкой». Руководство Ливии принесло США официальные извинения за гибель посла. Ряд ливийских чиновников, осудивших акцию насилия в Бенгази, возложило ответственность за неё на сторонников свергнутого диктатора Муаммара Каддафи, с режимом которого американцы открыто боролись.. Представитель МВД Ливии предположил, что сторонники Муаммара Каддафи могли таким образом отомстить за экстрадицию в Ливию одного из членов свергнутого правительства..

### Йемен
Президент Йемена Абд Раббо Мансур Аль-Хади очень быстро отреагировал на нападение в Сане и выразил свои извинения в адрес США. В заявлении, распространенным йеменским посольством в Вашингтоне, говорится о том, что президент поручил чиновникам «провести оперативное и тщательное расследование сегодняшних событий» и подтвердил факт того, что все виновные «будут преследоваться по всей строгости закона».

### США

#### Правительство

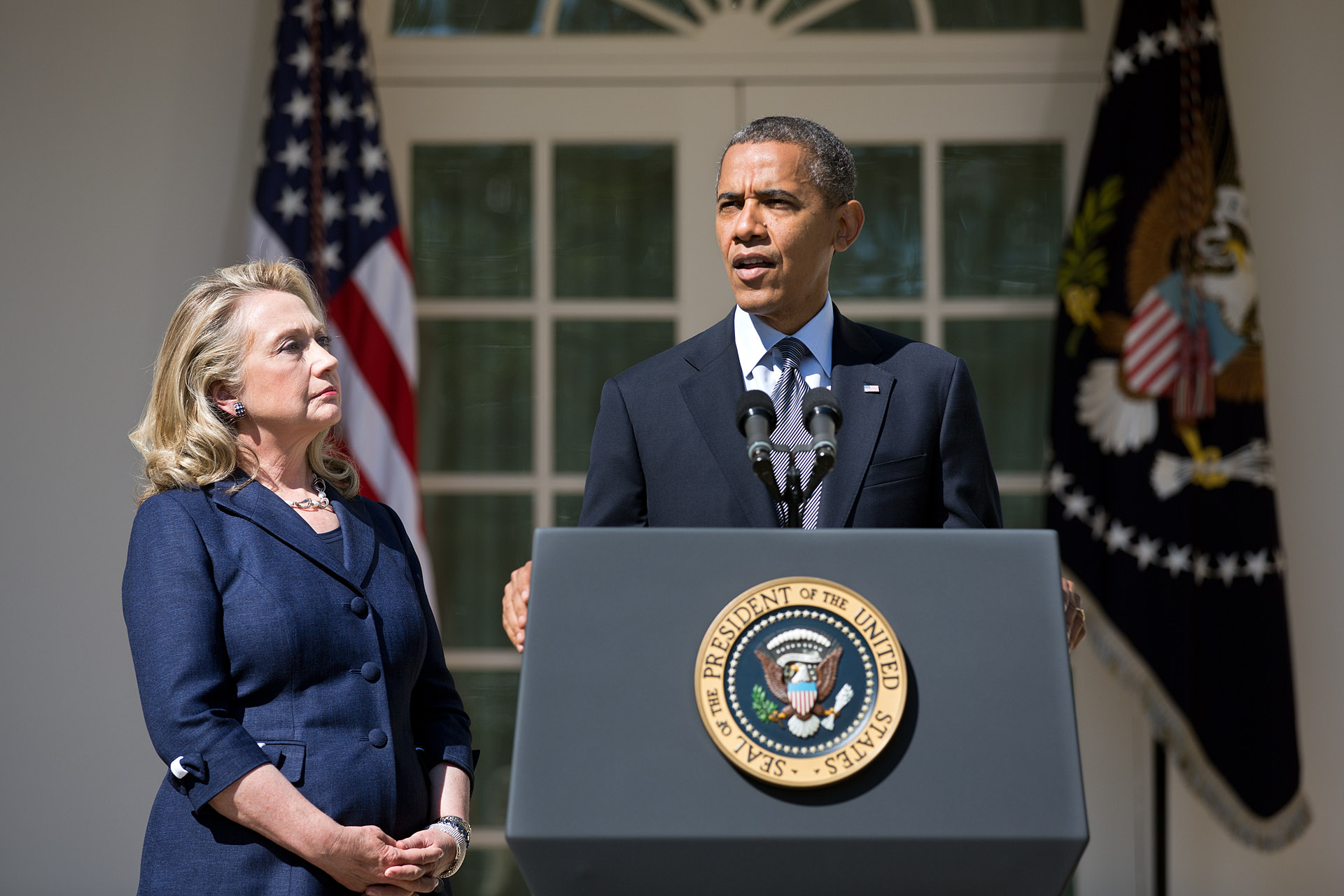
Президент США Барак Обама вместе с государственным секретарем США Хиллари Клинтон выступают с заявлением в Белом доме 12 сентября 2012 года, в котором они осудили нападение на консульство США

Президент США Барак Обама заявил, что он «резко осуждает эту возмутительную атаку» на американские дипломатические учреждения. Кроме того, он распорядился об увеличении безопасности на всех таких объектах. С целью помощи с сохранением безопасности в Ливию был направлен отряд морских пехотинцев ВМС США.
Государственный секретарь США Хиллари Клинтон заявила: «Некоторые пытались оправдать это порочное поведение в ответ на возмутительные материалы, размещенные в сети Интернет. Соединенные Штаты выражают сожаление по поводу любых преднамеренных усилий, очерняющие религиозные верования других, но позвольте мне прояснить.. Никогда не существует никаких оснований для насильственных действий такого рода.». Несколько конгрессменов США осведомились о возможности приостановить или сократить оказание помощи Египту и Ливии.
Администрация Обамы начала расследование на предмет того, являлась ли атака в Ливии спланированным террористическим нападением на 11-ю годовщины терактов 11 сентября, потому что это нападение было «слишком хорошо скоординированным», а не атака спонтанной толпы, разозлившейся на YouTube видео с критикой ислама. По данным The New York Times и CNN, должностные лица в администрации Обамы заявили, что они считают, что нападение в Бенгази было преднамеренным, да, и отчеты указывают на то, что. возможно, одна или несколько про-аль-Каидских групп участвовали в нападении.
ВМФ США направил к побережью Ливии 2 эсминца, оснащенных крылатыми ракетами Томагавк, а американские беспилотники совершают полеты над Ливией в поисках виновных в нападении.
Пентагон объявил, что он направил отряд морских пехотинцев в Йемен с целью обеспечения безопасности американского посольства после нападения.
Газета The Independent сообщила, что Соединенные Штаты были предупреждены о готовящемся нападении в Ливии, но никаких мер предосторожности не приняли. Администрация Обамы отрицает это.

#### Американская мусульманская община
Совет по американско-исламским отношениям осудил нападение. Имам Мухаммед Магид — президент Исламского общества Северной Америки — организации, объединяющей региональных мусульман, осудил насилие на пресс-конференции, стоя рядом с баптистским священником, раввином, и послом Ливии в США Али Ауджали.
Талибан призвал своих бойцов и всех афганцев отомстить американским военным за фильм «Невиновность мусульман». В заявлении движения говорится, что хула на пророка Мухаммеда не должна остаться безнаказанной. При этом власти Афганистана на некоторое время закрыли доступ к сервису YouTube, на котором была опубликована лента.
Генсек НАТО Андерс Фог Расмуссен и глава дипломатии Евросоюза Кэтрин Эштон решительно осудили нападение на консульство США в Ливии.
МИД РФ сообщил, что Россия осуждает нападения на дипмиссии США в Ливии и Египте и призывает власти стран региона впредь не допускать подобного рода враждебных действий, а в Москве с глубокой озабоченностью восприняли события в Каире и Бенгази. «Выражаем родным и близким погибших искренние соболезнования и сочувствие», — сказано в документе. Сергей Лавров выразил соболезнования госсекретарю США Хилари Клинтон в связи с гибелью американского посла: «Потрясен трагической гибелью посла Криса Стивенса и его коллег. Прошу передать слова искреннего сочувствия семьям и близким погибших. Мы решительно осуждаем это преступление, которое ещё раз подтверждает необходимость совместных усилий наших стран, всего мирового сообщества в борьбе со злом терроризма во всех его проявлениях».

## Блокировка фильма «Невинность мусульман» на портале YouTube
Видео было заблокировано YouTube для просмотра в Египте и Ливии. В Индонезии также заблокирован просмотр этого фильма, в то время как в Афганистане доступ к YouTube заблокирован. Индия также планирует заблокировать данное видео, а также другие похожие страницы. Администрация президента США Б.Обамы обратилась к Youtube с просьбой рассмотреть фильм с точки зрения политики компании, однако, Youtube ответил в свою очередь, что, с их точки зрения, да, фильм направлен против исламской религии, но не против мусульман, в целом.